# 奥托·哈恩奖

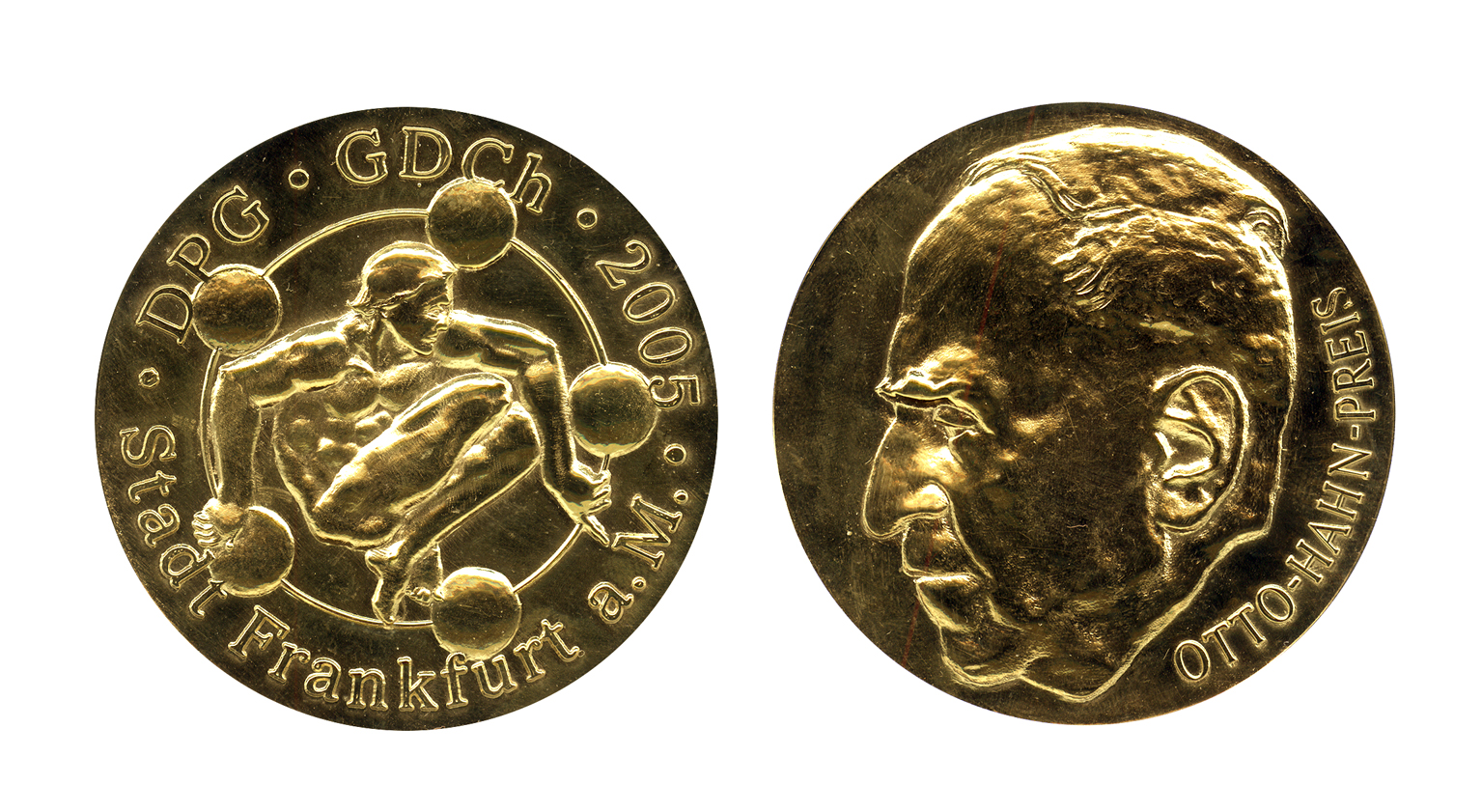
奥托·哈恩奖金质奖章

奥托·哈恩奖（德语：Otto-Hahn-Preis）以核化学家和诺贝尔奖获得者奥托·哈恩的名字命名，2005年由德国化学学会（Gesellschaft Deutscher Chemiker）、德国物理学会和法兰克福市重新设立，由“奥托·哈恩化学和物理学奖”和“法兰克福市奥托·哈恩奖”合并而成。奥托·哈恩奖每两年在法兰克福颁发一次，授予化学、物理学和应用工程学领域的杰出贡献，物理学和化学隔届轮换，2005年的奥托·哈恩奖获得者是德国物理学家特奥多尔·亨施。获奖者被授予一枚金质奖章和5万欧元的奖金，奖金额的一半来自法兰克福市，四分之一来自德国化学学会，四分之一来自德国物理学会。

## 获奖者
- 2005年：特奥多尔·亨施

## 奥托·哈恩奖的前身

### 奥托·哈恩化学和物理学奖
奥托·哈恩化学和物理学奖（Otto-Hahn-Preises für Chemie und Physik）授予在化学或物理学领域做出纯理论研究或应用发展的德国人，1953年由德国化学学会和德国物理学会发起设立，获奖者被授予一枚金质奖章、奖金（2003年为2.5万欧元）和证书。

获奖者：
- 1955年：莉泽·迈特纳和海因里希·奥托·威兰
- 1959年：汉斯·梅尔魏因（Hans Meerwein）
- 1962年：曼弗雷德·艾根
- 1965年：埃里希·许克尔（Erich Hückel）
- 1967年：格奥尔格·维蒂希
- 1974年：弗里德里希·洪德（Friedrich Hund）
- 1979年：罗尔夫·胡伊斯根（Rolf Huisgen）
- 1986年：海因茨·迈尔-莱布尼茨（Heinz Maier-Leibnitz）
- 1989年：鲁道夫·霍佩（Rudolf Hoppe）
- 1998年：迪特·厄斯特黑尔特（Dieter Oesterhelt）
- 2000年：汉斯·克里斯托夫·沃尔夫（Hans Christoph Wolf）
- 2003年：赫尔穆特·施瓦茨（Helmut Schwarz）

### 法兰克福市奥托·哈恩奖
法兰克福市奥托·哈恩奖（ Physik mit dem Otto-Hahn-Preis der Stadt Frankfurt am Main）是为了纪念在法兰克福出生的奥托·哈恩的90周年诞辰，而于1969年设立的，由法兰克福市的奥托·哈恩基金会赞助，奖金额为2.5万德国马克。
获奖者：
- 1970年：卡尔·楚姆·温克尔（Karl zum Winkel）
- 1972年：鲁道夫·舒尔特（Rudolf Schulten）
- 1974年：奥古斯特·韦克塞尔（August Weckesser）
- 1976年：阿道夫·比克霍费尔（Adolf Birkhofer）
- 1979年：沃尔夫冈·根特纳（Wolfgang Gentner）
- 1980年：奥托·哈克塞尔（Otto Haxel）
- 1982年：瓦尔特·格赖纳（Walter Greiner）
- 1984年：海因茨·迈尔-莱布尼茨（Heinz Maier-Leibnitz）
- 1986年：克劳斯·克尼齐亚（Klaus Knizia）
- 1988年：弗朗茨·鲍姆格特纳（Franz Baumgärtner）
- 1992年：奥尔加·阿莱尼科娃（Olga Aleinikova）
- 1994年：维利·韦尔夫利（Willi Wölfli）
- 1996年：戈特弗里德·明岑贝格（Gottfried Münzenberg）和西古德·霍夫曼（Sigurd Hofmann）
- 1998年：汉斯·布利克斯、延斯·福尔克尔·克拉茨（Jens Volker Kratz）和诺贝特·特劳特曼（Norbert Trautmann）
- 2000年：哈特穆特·艾克霍夫（Hartmut Eickhoff）、托马斯·哈贝雷尔（Thomas Haberer）, 格哈德·克拉夫特（Gerhard Kraft）